# Millennium (álbum de Backstreet Boys)
Millennium é o terceiro álbum de estúdio da grupo masculino estadunidense Backstreet Boys, lançado em 18 de maio de 1999 através da Jive Records. Foi um lançamento amplamente aguardado, seguindo o álbum de estreia autointitulado do grupo nos Estados Unidos e Backstreet's Back, ambos lançados em 1997.
Millennium conquistou o recorde de maior número de vendas em um único ano, vendendo 11 milhões de cópias nos Estados Unidos em 1999. O álbum recebeu cinco indicações ao Grammy Awards e se tornou um dos álbuns mais vendidos de todos os tempos, com mais de 24 milhões de cópias vendidas mundialmente. O grupo promoveu Millennium através da Into the Millennium Tour, que se tornou uma das turnês com as mais rápidas rentabilidades de todos os tempos.

## Antecedentes
Após o lançamento dos álbuns Backstreet's Back (1997) e Backstreet Boys (1997), que somaram mais de 27 milhões de cópias vendidas mundialmente, o grupo se deparou com múltiplos críticos denominando-os "fogo de palha" e equívocos de que eles ganhavam muito dinheiro. De 1997 a 1998, a banda entrou com uma ação judicial contra o empresário Lou Pearlman, afirmando que eles receberam apenas US$300.000 com gravações e turnês, enquanto ele ficou com mais de US$10 milhões. Pearlman alegou ser o "sexto Backstreet Boy" e revelou a eles que ele era empresário da grupo rival NSYNC, que vendeu mais de 6 milhões de cópias de seu álbum de estreia, afirmando que "eram apenas negócios". Em 18 de setembro de 1998, a banda deixou sua empresa de gestão Wright Stuff, que antes era associada à gravadora de Pearlman, Trans Continental Records.
Durante o mesmo período, o grupo também lidou com tragédias pessoais; Kevin Richardson sofreu duas mortes familiares, Brian Littrell precisou passar por uma cirurgia cardíaca aberta, Howie Dorough perdeu sua irmã ao lúpus e o produtor do grupo, Denniz Pop, morreu de câncer de estômago. O álbum foi inicialmente intitulado Larger than Life, que Dorough descreveu como "quase como uma canção de agradecimento por tudo o que eles fizeram" porque eles sempre apoiaram a banda.

## Divulgação
Todas as versões do álbum de estreia de Britney Spears, ...Baby One More Time (1999), que foram lançadas antes de Millennium, contêm prévias de três canções como faixas escondidas, colocadas no final do álbum contra a vontade de Spears. O grupo apareceu no Saturday Night Live e no Total Request Live durante o dia de lançamento do álbum, e filmou um concerto especial no Disney Channel chamado Backstreet Boys in Concert no mesmo dia.

### Singles
Quatro singles foram extraídos do álbum:
- "I Want It That Way" foi o carro-chefe do álbum, lançado em 12 de abril de 1999. É uma das canções de maior sucesso e melhor desempenho comercial do Backstreet Boys, bem como é frequentemente considerada a canção-assinatura do grupo.
- "Larger than Life" foi o segundo single, lançado em 7 de setembro de 1999.
- "Show Me the Meaning of Being Lonely" foi o terceiro single, lançado em 14 de dezembro de 1999. Alcançou a sexta posição da Billboard Hot 100 durante a semana de 18 de março de 2000.[9]
- "The One" foi o quarto e último single do álbum, lançado em 1º de maio de 2000. "Don't Want You Back" foi originalmente esolhida como quarto single com base em uma votação de fãs feita por meio do TRL. Entretanto, quando Nick Carter votou em "The One", a maioria dos fãs o acompanharam.[10]

### Turnê
A turnê de apoio ao álbum, Into the Millennium Tour, começou em 2 de junho de 1999 e terminou em 15 de março de 2000, com um total de 123 shows em 84 cidades, abrangendo três etapas. Seu show no Georgia Dome em Atlanta foi o quinto show mais assistido na história norte-americana e o concerto mais assistido de um ato pop.

## Recepção da crítica
| Críticas profissionais | Críticas profissionais |
| Avaliações da crítica  | Avaliações da crítica  |
| Fonte                  | Avaliação              |
| ---------------------- | ---------------------- |
| AllMusic               | [ 13 ]                 |
| Rolling Stone          | [ 14 ]                 |

Escrevendo para a AllMusic, Stephen Thomas Erlewine escreveu que "Millennium não tem a pretensão de ser nada além de um álbum para o momento, entregando mais de tudo o que fez de Backstreet's Back um sucesso". Robert Christgau deu a Millennium uma menção honrosa de duas estrelas, afirmando que o álbum está "suavizando um pouco para seu público mais jovem, tornando-o um pouco mais sensual para sua própria paz de espírito", elogiando especificamente "I Want It That Way" e "Larger than Life". Jim Farber, da Entertainment Weekly, deu ao álbum um B-, afirmando que eles assumiram riscos em suas letras, pois "atos adolescentes normalmente não conseguem reconhecer seu poder romântico. Eles têm que permanecer os ansiosos para selar as fantasias gêmeas de pureza e acessibilidade".
Arion Berger, da Rolling Stone, comentou que o álbum era "pré-fabricado, bonito demais, suspeitamente bem coreografado", criticando os vocais tensos de Nick Carter em "I Need You Tonight", chamando "It's Gotta Be You" de uma releitura do single "Everybody (Backstreet's Back)" (1997) e descrevendo "The Perfect Fan" como sem graça. No entanto, ele elogiou "Show Me the Meaning of Being Lonely", descrevendo-a como "cravando suas garras melódicas em seu crânio na primeira audição [...] é a mistura mais apaixonante dos timbres dos cinco vocalistas até hoje, e muito bonita também". Escrevendo para a Spin, Joshua Clover criticou a faixa de abertura "Larger than Life", afirmando que ela "dança habilmente e faz punk de forma tola [...] mas gruda na cabeça como cola", enquanto elogia outras músicas animadas como "I Want It That Way", "Don't Want You Back", "It's Gotta Be You" e "Spanish Eyes". Ele concluiu comparando a banda mais a Alanis Morissette do que ao NSYNC.

## Desempenho comercial
Millennium estreou no topo da Billboard 200, onde permaneceu por dez semanas não consecutivas, Vendeu 1.134.000 cópias em sua primeira semana, quebrando o recorde anterior de Garth Brooks do maior número de vendas em uma única semana, registrado pela Nielsen SoundScan. Esse recorde foi posteriormente quebrado por NSYNC, com o álbum No Strings Attached (2000). Millennium vendeu aproximadamente 500.000 cópias nos Estados Unidos apenas em seu primeiro dia, definindo o recorde de maior número de vendas em um dia de lançamento, e tornou-se o álbum mais vendido de 1999, vendendo 9.445.732 cópias. Permaneceu na tabela da Billboard por 93 semanas, eventualmente vendendo mais de 13 milhões de cópias nos Estados Unidos, recebendo assim o certificado de 13x platina da Recording Industry Association of America (RIAA).
O álbum permanece sendo o sexto álbum mais vendido dos Estados Unidas na era SoundScan, com 12.3 milhões de unidade vendidas. Em 2003 foi divulgado que Millenium possuía o quarto maior número de vendas do Music Club nos Estados Unidos dos últimos 14 anos, com vendas de 1.59 milhão, não incluídas no total da SoundScan. No Canadá, Millennium foi o sétimo álbum mais vendido desde 1995, ao passo que no Japão vendeu mais de um milhão de cópias, de acordo com a Billboard. Em 2015, Millennium tornou-se um dos álbuns mais vendidos de todos os tempos, com mais de 24 milhões de unidades vendidas mundialmente.

## Lista de faixas
| Millenium – Edição padrão |                                       |                                                  |                             |         |  |
| N.º                       | Título                                | Compositor(es)                                   | Produtor(es)                | Duração |  |
| 1.                        | "Larger than Life"                    | Brian Littrell Max Martin Kristian Lundin        | Martin Lundin Rami Yacoub   | 3:52    |  |
| 2.                        | "I Want It That Way"                  | Andreas Carlsson Martin                          | Martin Lundin               | 3:33    |  |
| 3.                        | "Show Me the Meaning of Being Lonely" | Herbert Crichlow Martin                          | Martin Lundin               | 3:54    |  |
| 4.                        | "It's Gotta Be You"                   | Robert John "Mutt" Lange Martin                  | Yacoub Martin Lange         | 2:56    |  |
| 5.                        | "I Need You Tonight"                  | Andrew Fromm                                     | Lange                       | 4:23    |  |
| 6.                        | "Don't Want You Back"                 | Martin                                           | Martin Yacoub               | 3:25    |  |
| 7.                        | "Don't Wanna Lose You Now"            | Martin                                           | Martin Yacoub               | 3:54    |  |
| 8.                        | "The One"                             | Martin Littrell                                  | Martin Lundin               | 3:46    |  |
| 9.                        | "Back to Your Heart"                  | Kevin Richardson Gary Baker Jason Blume Littrell | Stephen Lipson Timmy Allen  | 4:21    |  |
| 10.                       | "Spanish Eyes"                        | Fromm Sandy Linzer                               | Mattias Gustafsson Allen    | 3:53    |  |
| 11.                       | "No One Else Comes Close"             | Joe Thomas Wayne Perry Baker                     | Edwin "Tony" Nicholas Allen | 3:42    |  |
| 12.                       | "The Perfect Fan"                     | Thomas Smith Littrell                            | Eric Foster White           | 4:13    |  |
| Duração total:            | Duração total:                        | Duração total:                                   | Duração total:              | 46:00   |  |

| Millenium – Edição japonesa e australiana (faixas bônus) |                              |                           |                             |         |  |
| N.º                                                      | Título                       | Compositor(es)            | Produtor(es)                | Duração |  |
| 13.                                                      | "I'll Be There for You"      | Perry Baker Allen         | Allen Larry “Rock” Campbell | 4:37    |  |
| 14.                                                      | "You Wrote the Book on Love" | Baker Perry Butch Johnson | “Fitz” Gerald Scott         | 4:38    |  |
| Duração total:                                           | Duração total:               | Duração total:            | Duração total:              | 55:15   |  |

| Millenium 2.0 – Edição comemorativa de 25 anos |                                                                       |                                                                                                |                        |         |  |
| N.º                                            | Título                                                                | Compositor(es)                                                                                 | Produtor(es)           | Duração |  |
| 13.                                            | "Hey You"                                                             | Andy Grammer Michael J. Ade Ian Kirkpatrick Daniel Weber                                       | Ade Weber              | 3:27    |  |
| 14.                                            | "I'll Be There for You"                                               | Perry Baker Allen                                                                              | Allen Campbell         | 4:37    |  |
| 15.                                            | "You Wrote the Book on Love"                                          | Baker Perry Johnson                                                                            | Scott                  | 4:38    |  |
| 16.                                            | "If You Knew What I Knew"                                             | Brian Bennett Billy Chapin A.J. McLean                                                         | Bennett Chapin McLean  | 4:12    |  |
| 17.                                            | "My Heart Stays with You"                                             | Brian George Hugh Junior Clark Paul Anthony George Lucien George Jr. Curt Bedeau Gerry Charles | Full Force             | 3:40    |  |
| 18.                                            | "I Want It That Way" (letra alternativa)                              | Carlsson Martin Lange                                                                          | Martin Lundin          | 3:34    |  |
| 19.                                            | "The Perfect Fan" (demo)                                              | Smith Littrell                                                                                 | Littrell Toby Dearborn | 4:37    |  |
| 20.                                            | "Larger than Life" (ao vivo da Conseco Fieldhouse)                    | Littrell Martin Lundin                                                                         |                        |         |  |
| 21.                                            | "Don't Wanna Lose You Now" (ao vivo da Conseco Fieldhouse)            | Martin                                                                                         |                        |         |  |
| 22.                                            | "I Want It That Way" (ao vivo da Conseco Fieldhouse)                  | Carlsson Martin                                                                                |                        |         |  |
| 23.                                            | "Don't Want You Back" (ao vivo da Conseco Fieldhouse)                 | Martin                                                                                         |                        |         |  |
| 24.                                            | "The One" (ao vivo da Conseco Fieldhouse)                             | Martin Littrell                                                                                |                        |         |  |
| 25.                                            | "Show Me the Meaning of Being Lonely" (ao vivo da Conseco Fieldhouse) | Crichlow Martin                                                                                |                        |         |  |

## Tabelas musicais
| Tabela musical (1999)                 | Melhor posição |
| ------------------------------------- | -------------- |
| Austrália (ARIA)                      | 2              |
| Áustria (Ö3 Austria Top 40)           | 1              |
| Bélgica (Ultratop Flandres)           | 1              |
| Bélgica (Ultratop Valônia)            | 2              |
| Canadá (Billboard)                    | 1              |
| Danish Albums (Hitlisten)             | 1              |
| Países Baixos (Dutch Charts)          | 1              |
| European Albums (Billboard)           | 1              |
| Finlândia (Suomen virallinen lista)   | 1              |
| França (SNEP)                         | 8              |
| Alemanha (Offizielle Deutsche Charts) | 1              |
| Greek Albums (IFPI)                   | 1              |
| Hungria (MAHASZ)                      | 2              |
| Icelandic Albums (Tonlist)            | 1              |
| Irish Albums (IRMA)                   | 2              |
| Italian Albums (FIMI)                 | 1              |
| Japão (Oricon)                        | 6              |
| Malaysian Albums (RIM)                | 1              |
| Nova Zelândia (RMNZ)                  | 1              |
| Noruega (VG-lista)                    | 1              |
| Portugal (AFP)                        | 1              |
| Escócia (Official Scottish Albums)    | 4              |
| Spanish Albums (PROMUSICAE)           | 1              |
| Suécia (Sverigetopplistan)            | 1              |
| Suíça (Schweizer Hitparade)           | 1              |
| Taiwanese Albums (IFPI)               | 1              |
| Reino Unido (Official Albums Chart)   | 2              |
| Estados Unidos (Billboard 200)        | 1              |

| Tabela musical (1999)                     | Posição |
| ----------------------------------------- | ------- |
| Australian Albums (ARIA)                  | 11      |
| Austrian Albums (Ö3 Austria)              | 9       |
| Belgian Albums (Ultratop Flanders)        | 12      |
| Belgian Albums (Ultratop Wallonia)        | 22      |
| Canadian Top Albums/CDs (RPM)             | 1       |
| Danish Albums (Hitlisten)                 | 11      |
| Dutch Albums (Album Top 100)              | 10      |
| European Albums (Music & Media)           | 7       |
| German Albums (Offizielle Top 100)        | 5       |
| New Zealand Albums (RMNZ)                 | 19      |
| Norwegian Spring Period Albums (VG-lista) | 9       |
| Spanish Albums (AFYVE)                    | 7       |
| Swiss Albums (Schweizer Hitparade)        | 12      |
| UK Albums (OCC)                           | 37      |
| US Billboard 200                          | 1       |

| Tabela musical (2000)               | Posição |
| ----------------------------------- | ------- |
| Canadian Albums (Nielsen SoundScan) | 42      |
| German Albums (Offizielle Top 100)  | 89      |
| Swiss Albums (Schweizer Hitparade)  | 100     |
| UK Albums (OCC)                     | 91      |
| US Billboard 200                    | 9       |

| Tabela musical (1990–1999) | Posição |
| -------------------------- | ------- |
| US Billboard 200           | 16      |

## Certificações
| País           | Provedores   | Certificações    | Vendas baseadas nas certificações |
| -------------- | ------------ | ---------------- | --------------------------------- |
| Argentina      | CAPIF        | 3× Platina       | 180,000+                          |
| Austrália      | ARIA         | 3× Platina       | 210,000+                          |
| Áustria        | IFPI         | Ouro             | 25,000+                           |
| Bélgica        | IFPI         | 2× Platina       | 100,000+                          |
| Brasil         | ABPD         | 2× Platina       | 500,000+                          |
| Canadá         | Music Canada | Diamante         | 1,000,000+                        |
| Colômbia       | IFPI         | Ouro             | 30,000+                           |
| Europa         | IFPI         | 2× Platina       | 2,000,000+                        |
| Finlândia      | IFPI         | Platina          | 42,525                            |
| Alemanha       | BVMI         | 3× Ouro          | 750,000+                          |
| México         | AMPF         | 4× Platina/ Ouro | 675,000+                          |
| Holanda        | IFPI         | 2× Platina       | 200,000+                          |
| Nova Zelândia  | RIANZ        | 2× Platina       | 30,000+                           |
| Noruega        | IFPI         | Platina          | 40,000+                           |
| Polônia        | ZPAV         | Ouro             | 50,000+                           |
| Portugal       | IFPI         | Platina          | 40,000+                           |
| Suécia         | IFPI         | Platina          | 80,000+                           |
| Coreia do Sul  | IFPI         | 4× Platina       | 250,000+                          |
| Suíça          | IFPI         | Platina          | 50,000+                           |
| Reino Unido    | BPI          | Platina          | 300.500+                          |
| Estados Unidos | RIAA         | 13× Platina      | 13,000,000+                       |